# (18308) 1981 EZ11
(18308) 1981 EZ11 est un astéroïde de la ceinture principale d'astéroïdes découvert en 1981.

## Description
(18308) 1981 EZ11 a été découvert le 7 mars 1981 à l'observatoire de Siding Spring, situé près de Coonabarabran, en Nouvelle-Galles du Sud, en Australie, par Schelte J. Bus.

### Caractéristiques orbitales
L'orbite de cet astéroïde est caractérisée par un demi-grand axe de 2,30 UA, un périhélie de 2,17 UA, une excentricité de 0,06 et une inclinaison de 3,74° par rapport à l'écliptique. Du fait de ces caractéristiques, à savoir un demi-grand axe compris entre 2 et 3,2 UA et un périhélie supérieur à 1,666 UA, il est classé, selon la JPL Small-Body Database, comme objet de la ceinture principale d'astéroïdes.

### Caractéristiques physiques
(18308) 1981 EZ11 a une magnitude absolue (H) de 15,3 et un albédo estimé à 0,321.